# Глухой альвеоло-палатальный сибилянт
Глухой альвеоло-палатальный сибилянт — мягкий шипящий согласный звук, также называемый глухой альвеопалатальный спирант. В транскрипции МФА обозначается символом [ɕ], а в X-SAMPA — [s\].

## Свойства
- Тип фонации — глухая, то есть воздух проходит через голосовые связки не вызывая вибрацию.
- Способ создания — сибилянтный фрикатив, то есть воздух направляется по желобку на спинке языка на острый конец зубов, вызывая высокочастотную турбулентность.
- Место образования — дёсенно-твёрдонёбный, то есть он артикулируется передней частью языка, а средняя часть языка поднимается к твёрдому нёбу.
- Это ротовой согласный, то есть воздух выходит через рот.
- Это центральный согласный, то есть воздух проходит над центральной частью языка, а не по сторонам.
- Механизм передачи воздуха — агрессивный лёгочный, то есть при артикуляции воздух выталкивается через голосовой тракт из лёгких, а не из гортани и не изо рта.

## Примеры
| Язык          | Язык                | Слово    | МФА                      | Значение  | Примечание                                 |
| ------------- | ------------------- | -------- | ------------------------ | --------- | ------------------------------------------ |
| Абхазский     | Абхазский           | аҫа      | [aɕa]                    | «снег»    |                                            |
| Адыгейский    | Адыгейский          | шъэ      | [ɕə]                     | «сто»     |                                            |
| Датский       | Датский             | sjæl     | [ɕɛːˀl]                  | «душа»    |                                            |
| Лолойский     | Лолойский           | ꑟ       | [ɕi˧]                    | «нить»    |                                            |
| Кабардинский  | Кабардинский        | щэ       | [ɕa]                     | «сто»     |                                            |
| Каталанский   | Каталанский         | caixa    | [ˈkaɕə]                  | «ящик»    |                                            |
| Китайский     | севернокитайский    | 西安     | [ɕi˥ an˥]                | «Сиань»   | Отличается от /ʂ/ и /s/                    |
| Корейский     | Корейский           | 시장     | [ɕid͡ʑaŋ]                 | «рынок»   |                                            |
| Нидерландский | Некоторые говорящие | sjabloon | [ɕäˈbloːn]               | «шаблон»  | Вместо ɕ может произноситься [ʃ] или [sʲ]. |
| Пушту         | Вазирский диалект   | لښکي     | [ˈləɕki]                 | «немного» |                                            |
| Польский      | Польский            | śruba    | МФА: [ˈɕrubä]о файле     | «винт»    | Отличается от /ʂ/ и /s/                    |
| Русский       | Русский             | счастьe  | МФА: [ˈɕːæsʲtʲjə]о файле |           | Отличается от /ʂ/, /s/ и /sʲ/              |
| Тибетский     | Лхасский диалект    | བཞི་      | [ɕi˨˧]                   | «четыре»  | Отличается от /ʂ/                          |
| Чувашский     | Чувашский           | çиçĕм    | [ˈɕiʑəm]                 | «молния»  | Отличается от /ʂ/ и /s/.                   |
| Шведский      | Швеция              | kjol     | МФА: [ɕuːl]о файле       | «юбка»    |                                            |
| Шведский      | Финляндия           | sjok     | [ɕuːk]                   | «кусок»   | Аллофон ɧ.                                 |
| Японский      | Японский            | 塩       | [ɕio]                    | «соль»    |                                            |